# Université de Ouagadougou
Université de Ouagadougou är ett universitet i Burkina Faso. Det ligger i den centrala delen av landet, i huvudstaden Ouagadougou. 